# William Hastings, 1:e baron Hastings
William Hastings, 1:e baron Hastings, född cirka 1431, död 1483, blev en av de mäktigaste I England under Edvard IV, men blev avrättad av  Rikard III.

## Biografi
Hastings far var Sir Leonard Hastings, som hade mindre egendomar i  Leicestershire och Gloucestershire, där släkten funnits längre. Hans mor var Alice Camoys, dotter till Elizabeth Mortimer och den 1:e baron Camoys. Elizabeth Mortimer var i sin tur dotter till Edmund Mortimer, 3:e earl av March, och Filippa av Clarence, dotter till Lionel av Antwerpen, en av  Edvard III:s söner. Elizabeth Mortimer hade också varit gift med  Henry "Hotspur" Percy. Hastings var alltså syssling till Edvard IV, och earlen av Northumberland.
Som ung var Hastings i sin kusin Rikard, hertig av Yorks tjänst. Där kom han hertigens son,  Edvard, nära, och tjänade honom lojalt resten av livet. Han stred med Edvard i Slaget vid Mortimer's Cross och följde honom till London. Efter att Edvard utropats som kung, utsågs Hastings till Lord Chamberlain (1461). Han stred återigen med Edvard i Slaget vid Towton som säkrade Edvards krona. Kort efter kröningen blev han baron Hastings av Hastings, och innehade flera kungliga poster samt fick väldigt stora inkomster från gods som erövrats från lancastrarna. Dessa gods låg koncentrerade i English Midlands. Han gifte sig med Katharine Neville, syster till  Warwick, kungamakaren.
Hastings följde med Edvard IV under exilen 1470, och återvände med honom 1471. Han samlade ihop en stor del av de yorkistiska trupper som stred i slagen vid Barnet  och  vid Tewkesbury. Hastings var en av befälhavarna under båda dessa slag. 
Med Edvard tillbaka på tronen, återfick Hastings sin plats som Chamberlain och sin inflytelserika roll vid hovet. Då Edvard avled 1483, förväntade han sig att fortsätta under Edvards son,  Edvard V:s omyndighetstid. Han blev dock arresterad på grund av förräderianklagerlser från Edvards bror Rikard och avrättad kort därefter, den avrättning på Towern som finns nedtecknad.
Det råder stor oenighet kring omständigheterna kring Hastings död. De flesta historiker menar att han avrättades högst några timmar efter att han arresterats, den 13 juni 1483, medan andra menar att han kvarhölls i en vecka och även prövades i någon slags rättegång. Det råder även oenighet kring sanningen bakom de anklagelser som riktades emot honom. Alla är eniga om att han var emot, eller skulle varit emot, alla åtgärder för att avsätta Edvard V. Det är mindre klart om Hastings hade konspirerat på något sätt mot Rikard, och om han gjort det, om det skulle ha räknats som förräderi.  
Hastings egendomar beslagtogs inte, så som var brukligt vid fall av förräderi, och under  Henrik VII tilläts sonen att ärva hans barontitel.